# CEIP Escola Graduada
L'Escola Graduada (de 1973 a 2010 Col·legi Públic Gabriel Alzamora) és una escola pública de primària i secundària obligatòria del barri de la Gerreria de Palma (Mallorca). El 2007 va rebre el Premi Emili Darder dels Premis 31 de desembre de l'Obra Cultural Balear per ser la primera escola graduada pública de Mallorca i, per la seva tasca destacada en la implementació de la llengua catalana com a llengua de relació i d'ensenyament en una de les zones de Palma amb més gran diversitat lingüística.